# Kiss Ferenc (népzenegyűjtő)
Kiss Ferenc (Debrecen, 1954. június 27. – 2024. október 15.) magyar népzenész, népzenekutató, zeneszerző, hangépítész, az Etnofon Zenei Kiadó alapítója és művészeti vezetője.

## Életútja
Apai ágon a család kárpátaljai eredetű, édesapja Kiss Ferenc irodalomtörténész, Kosztolányi-kutató (1928–1999) Tiszapéterfalván született.
Gyerekkorában költöztek Budapestre, a II. Rákóczi Ferenc Gimnáziumban érettségizett 1973-ban. 1978-ban magyar-néprajz szakon szerzett diplomát az ELTE-n, tanulmányai során mindvégig zenélt.
1974-ben csatlakozott a Vízöntő együtteshez, melynek mintegy 20 éven át volt tagja, zeneszerzője. Bekapcsolódtak a Táncház-mozgalomba, ennek kapcsán Novák Ferenc koreográfus együttesét, a Bihari János Táncegyüttest is kísérték. 1975-től lépett föl a Kolinda együttessel.
1992-ben megalapította az Etnofon Zenei Kiadót. 1994-ben pedig együttesét, az Etnofon Zenei Társulást.
Sokat járt népzenét gyűjteni a szívéhez közelálló Kárpátaljára, itteni gyűjtései során találkozott a még fennmaradt archaikus klezmer stílussal. Ennek nyomán alapította meg 1998-ban az Odessa Klezmer Band zenekart.
2002-ben szervezte meg az első Héttorony Fesztivált, amelynek folytatása 2004-ben anyagi okok miatt abbamaradt. 2012-től újraindult, immáron évente több alkalommal kerül megrendezésre a Kárpát-medencében. Célja világzene és népzene csúcsteljesítményeinek eljuttatása a nagyközönséghez, építészet és muzsika kapcsolatának bemutatása (Makovecz Imre szellemében).
Zenei sokszínűsége számos hangszer használatát követelte meg, így jött létre több mint száz hangszerből, többségében autentikus népi zeneszerszámokból álló hangszergyűjteménye.
Visszaemlékezéseit a Madarak voltunk... és Kötelékek c. köteteiben tette közzé.

## Könyvek
- Kiss Ferenc–Keresztes Dóra: Papó zenedéje; Etnofon, Budapest, 2012 + CD
- Emlékkönyv Dr. Kiss Ferenc irodalomtörténész, író, kritikus, tanár 85. születésnapja alkalmából; szerk. ifj. Kiss Ferenc, Bakos István; Kairosz, Budapest, 2013
- Madarak voltunk... Emlékek, dokumentumok a népzene innovatív korszakából, 1972–2014; Etnofon, Budapest, 2015
- Kötelékek. A Vízöntő és a Kolinda históriája, meg egyéb történetek; Etnofon, Budapest, 2021[7][8]

## Díjai, elismerései
- A Népművészet Ifjú Mestere (1974)
- Prima Primissima díj (2013)
- Makovecz Imre-díj (2015)
- Martin György-díj (2018)